# Gary Sanchez Productions
Gary Sanchez Productions – amerykańskie przedsiębiorstwo zajmujące się produkcją filmów i seriali telewizyjnych, założone w 2006 roku przez Willa Ferrella i Adama McKaya, nazwane na cześć Gary'ego Sancheza, fikcyjnego paragwajskiego przedsiębiorcy. Ferrell i McKay założyli również Funny or Die, stronę z filmami komediowymi, będącą własnością firmy.
Studio jest posiadaczem spółki zależnej Gloria Sanchez Productions.
8 kwietnia 2019 roku Ferrell i McKay ogłosili, że rozwiązują swoje partnerstwo, a wszystkie opracowane wówczas projekty zostaną ukończone.